# 诺基亚E63
诺基亚 E63（Nokia E63）是诺基亚公司出品的一款E系列智能手机。它是一部使用基于S60第三版 Feature Pack 1平台的Symbian OS v9.2系统，并且带有QWERTY键盘的商务手机。

## 细节
- 诺基亚 E63在中国大陆的版本没有无线局域网功能[1]。